# Himatanthus stenophyllus
Himatanthus stenophyllus là một loài thực vật thuộc họ Apocynaceae. Đây là loài đặc hữu của Suriname.